# Unipro
UNIPRO – Biuro Projektowo-Techniczne Przemysłu Elektronicznego i Teletechnicznego w Warszawie.
Biuro powstało w 1962. W latach 60., 70. i 80. firma należała do Zjednoczenia UNITRA. W 2000 przedsiębiorstwo zostało sprywatyzowane, obecnie nosi nazwę "Przedsiębiorstwo Projektowania i Realizacji Inwestycji Unitra Unipro Sp. z o.o.". Siedziba przedsiębiorstwa mieści się w Warszawie, przy ul. Żurawiej 22.
Profil działalności przedsiębiorstwa to usługi projektowe (dawniej wyłącznie na potrzeby zjednoczenia UNITRA, obecnie działalność została skomercjalizowana i przedsiębiorstwo świadczy usługi różnym podmiotom gospodarczym).